# Форссбергер, Анналиса
Анна Элисабет Форссбергер, известная как Анналиса Форссбергер (швед. Anna Elisabet (Annalisa) Forssberger; 17 июня 1906, Стьернсунд — 5 апреля 1988, Эребру) — шведская писательница.

## Биография и творчество
Анналиса Форссбергер родилась в 1906 году в Стьернсунде. Её отец управлял местным лесопильным заводом. В двадцатилетнем возрасте Анналиса вышла замуж за рабочего из Лонгсхюттана. У них родилось трое детей, однако в 1940 году супруги развелись и Анналиса переехала в Стокгольм, где вышла замуж во второй раз. Она работала библиотекарем, а также начала писать. После нескольких лет в Стокгольме она переехала в Эребру, где оставалась до самой смерти.
Свой первый роман, «Barmhärtighetens temple», писательница опубликовала в 1934 году. Местом действия в нём является больница, а главная героиня — медсестра. В отличие от ряда других современных авторов, писавших на сходные темы, Форссбергер не боялась правдиво и реалистично показывать то, с чем ежедневно имеют дело врачи, — кровь, гной, рвота и т. д. По своему стилю роман во многом близок эстетике модернизма, но в последующем своём творчестве Форссбергер отошла от неё.
В её романе 1936 года, «Uvertyr», центральным персонажем также является молодая женщина. Основная тема — противопоставление города и сельской местности: героиня, учась в университете, тоскует по дому, по деревне, и в конце концов возвращается туда. В романе «Högt över oss är hyttan» действие происходит на литейном заводе; Форссбергер выступает в нём с критикой формирующегося индустриального общества. Успех писательнице принёс роман 1948 года, «Mörk idyll», повествующий о девушке, которая порывает со своим окружением, чтобы идти вверх по социальной лестнице. В романе «Det förvandlade bruket» (1967) сочетаются документальная проза и вымысел; действие в нём происходит в провинции Даларна, откуда была родом сама писательница, в том числе в её родном Стьернсунде и в Лонгсхюттане. Роман «Minne från Äppelbo — en herrgårdsflygel på Stjernsund» (1987) опирается на сохранившиеся документы одного из предприятий, а описание жизни рабочих отчасти основано на детских воспоминаниях самой Форссбергер.
В общей сложности Анналиса Форссбергер написала около 20 книг в различных жанрах. Помимо романов, её литературное наследие включает рассказы, стихотворения, путевые заметки и литературоведческие эссе. Писательница умерла в 1988 году в Эребру.